# We Were Here (Joshua Radin)
We Were Here è il primo album in studio del cantautore statunitense Joshua Radin, pubblicato nel 2006.

## Tracce
Testi e musiche di Joshua Radin, eccetto dove indicato.
1. Sundrenched World – 4:30
2. Star Mile – 3:59
3. Everything'll Be Alright (Will's Lullaby) – 2:43
4. These Photographs – 3:24
5. Closer – 2:45
6. Today – 3:29
7. Winter – 3:34
8. Someone Else's Life – 3:33
9. Amy's Song – 3:42
10. What If You – 4:36
11. Only You – 2:26 (Vince Clarke)